# Burgen am Oberrhein
Burgen am Oberrhein (französisch Châteaux Rhénans) ist ein grenzüberschreitendes, deutsch-französisch-schweizerisches Kultur- und Tourismusprojekt, das am 5. April 2023 offiziell gestartet wurde.

## Hintergrund
Im Gebiet der Trinationalen Metropolregion Oberrhein und seiner Umgebung gibt es über 300 Burgen, Festungen, Ruinen und Schlösser, darunter so bekannte wie die Burg Rötteln und die Reichsburg Trifels in Deutschland, Haut-Koenigsbourg in Frankreich oder das Schloss Wildegg und das Schloss Habsburg in der Schweiz. Mehrere Jahrzehnte lang mussten die Kultur-, Denkmal- und Tourismusbehörden oft ohne transnationale Kooperation und Koordination zusammenarbeiten.

## Veranstaltungen

### Treffen und Tagungen
Am 5. April 2023 fand in Straßburg auf der französischen Seite die Auftaktveranstaltung zum Projekt statt. Vom 27. bis 29. September 2023 fand die transnationale Tagung mit dem Titel Burgen am Oberrhein: Einheit oder Vielfalt? in Annweiler am Trifels statt. Stattgefunden hat das erste Jahresnetzwerktreffen allerdings, erst am 14. Oktober 2023.

### Ausgrabungen
Im Rahmen des Projekts werden zwischen Sommer 2023 und 2025 archäologische Ausgrabungen durchgeführt, auf der Burg Rötteln bei Lörrach in Baden-Württemberg und auf der Burg Oedenburg bei Orschwiller im Elsass.

### Ausstellungen
Zum Abschluss dieses Projekts ist für 2025/26, eine Wanderausstellung auf der Villa Ludwigshöhe bei Edenkoben sowie im Elsass und auf der Burg Rötteln bei Lörrach geplant.

## Ziel
Das Ziel ist es, den Oberrhein als transnationale „Burgenregion“ mit einer gemeinsamen Marke zu präsentieren, sowohl in der Kultur- auch in der Tourismusbranche. Geplant ist außerdem, das Kulturerbe für Touristen und Einwohner sichtbar und bekannt zu machen. Das Projekt soll vorerst bis Ende 2025 dauern.

## Projekt

### Projektkosten
Die geplanten Projektkosten betragen 4.986.451,14 Euro. Förderfähig sind 4.871.988,74 Euro. Kofinanziert werden davon, aus dem INTERREG-Programm der Europäischen Union, insgesamt 2.923.193,24 Euro. Unter anderem sind auch das Ministerium für Wirtschaft, Verkehr, Landwirtschaft und Weinbau Rheinland-Pfalz und die Schweizerische Eidgenossenschaft bei der Teilfinanzierung mit anderen kleineren Beträgen beteiligt.

### Projektbeteiligte
Während aus Baden-Württemberg die Schlösser Burgen Gärten Baden-Württemberg und der Ortenaukreis eingebunden sind, sind aus Rheinland-Pfalz die Generaldirektion Kulturelles Erbe Rheinland-Pfalz und die Deutsche Burgenvereinigung dabei. Aus dem Elsass ist die Collectivité européenne d'Alsace beteiligt, die gleichzeitig auch der Projektträger ist. Aus der Schweiz sollen vorerst vier Kantone Basel-Stadt, Basel-Landschaft, Jura und Aargau (v. a. Museum Aargau) mitarbeiten.